# Dypsis
Genre
Classification phylogénétique
Taxons de rang inférieur
Dypsis est un genre de la famille des Arecaceae (Palmiers), comprenant un grand nombre d'espèces (plus de 160) natives de la Tanzanie, de l'archipel des Comores, et surtout de Madagascar.

## Synonymes
Ce genre possède un grand nombre de synonymes :
- Drypsis 		Duch.
- Phloga 		Noronha ex Hook.f.
- Dypsidium 	Baill.
- Haplodypsis 	Baill.
- Haplophloga 	Baill.
- Neophloga 	Baill.
- Trichodypsis 	Baill.
- Adelodypsis 	Becc.

## Classification
- Sous-famille des Arecoideae
  - Tribu des Areceae
    - Sous-tribu des Dypsidinae

Ce genre partage sa sous-tribu avec les genres suivant:  Chrysalidocarpus, Vonitra, Lemurophoenix, Marojejya, Masoala .

## Espèces
Liste des 151 espèces acceptées, après la grande modification de 2022 (Eiserhardt et al.), ainsi que sur " Plants of the World online (POWO) (10 aout 2023) ". Cette liste comporte aussi les espèces transférées vers la résurrection des deux genres précédemment synonymisés  Chrysalidocarpus (15 espèces) et  Vonitra (4 espèces).
- Dypsis acaulis J.Dransf. in J.Dransf. & H.Beentje, Palms Madagascar: 409 (1995).
- Dypsis acuminum   = Chrysalidocarpus acuminum Jum.    (1922)
- Dypsis albofarinosa Hodel & Marcus, Palms (1999+) 48: 91 (2004).
- Dypsis ambanjae Beentje  in J.Dransfield & H.Beentje, Palms Madagascar: 299 (1995).
- Dypsis ambilaensis J.Dransf. in J.Dransfield & H.Beentje, Palms Madagascar: 382 (1995).
- Dypsis ambositrae Beentje in J.Dransfield & H.Beentje, Palms Madagascar: 195 (1995).
- Dypsis andapae Beentje in J.Dransfield & H.Beentje, Palms Madagascar: 300 (1995).
- Dypsis andilamenensis Rakotoarin. & J.Dransf., Kew Bull. 65: 295 (2010).
- Dypsis andrianatonga Beentje in J.Dransfield & H.Beentje, Palms Madagascar: 203 (1995).
- Dypsis angusta Jum., Ann. Mus. Colon. Marseille, sér. 3, 6(1): 34 (1918).
- Dypsis angustifolia (H.Perrier) Beentje & J.Dransf., Palms Madagascar: 336 (1995).
- Dypsis anjae Rakotoarin. & J.Dransf., Kew Bull. 65: 290 (2010).
- Dypsis ankaizinensis =   Chrysalidocarpus ankaizinensis    Jum.   	(1922)
- Dypsis ankirindro W.J.Baker, Rakotoarin. & M.S.Trudgen, Palms (1999+) 53: 136 (2009).
- Dypsis antanambensis Beentje in J.Dransfield & H.Beentje, Palms Madagascar: 368 (1995).
- Dypsis aquatilis Beentje in J.Dransfield & H.Beentje, Palms Madagascar: 372 (1995).
- Dypsis aurantiaca Eiserhardt & Rakotoarin., in Kew Bull. 73(4)-44: 9 (2018)
- Dypsis arenarum =   Chrysalidocarpus arenarum   Jum.   	(1922)
- Dypsis baronii   =    Chrysalidocarpus baronii   Becc.   		(1906)
- Dypsis basilonga (Jum. & H.Perrier) Beentje & J.Dransf., Palms Madagascar: 193 (1995).
- Dypsis beentjei J.Dransf. in J.Dransfield & H.Beentje, Palms Madagascar: 401 (1995).
- Dypsis bejofo Beentje in J.Dransfield & H.Beentje, Palms Madagascar: 146 (1995).
- Dypsis bernieriana (Baill.) Beentje & J.Dransf., Palms Madagascar: 304 (1995).
- Dypsis betamponensis (Jum.) Beentje & J.Dransf., Palms Madagascar: 295 (1995).
- Dypsis betsimisarakae Rakotoarin. & J.Dransf., Kew Bull. 65: 293 (2010).
- Dypsis boiviniana Baill., Bull. Mens. Soc. Linn. Paris 2: 1164 (1894).
- Dypsis bonsai Beentje in J.Dransfield & H.Beentje, Palms Madagascar: 252 (1995).
- Dypsis bosseri J.Dransf. in J.Dransfield & H.Beentje, Palms Madagascar: 393 (1995).
- Dypsis brevicaulis (Guillaumet) Beentje & J.Dransf., Palms Madagascar: 323 (1995).
- Dypsis brittiana Rakotoarin., Palms (1999+) 53: 138 (2009).
- Dypsis cabadae =  Chrysalidocarpus cabadae   H.E.Moore  	(1962)
- Dypsis canaliculata (Jum.) Beentje & J.Dransf., Palms Madagascar: 149 (1995).
- Dypsis canescens  =  Chrysalidocarpus canescens  Jum. & H.Perrier  (1913)
- Dypsis carlsmithii J.Dransf. & Marcus, Palms 46: 48 (2002).
- Dypsis catatiana (Baill.) Beentje & J.Dransf., Palms Madagascar: 308 (1995).
- Dypsis caudata Beentje in J.Dransfield & H.Beentje, Palms Madagascar: 254 (1995).
- Dypsis ceracea (Jum.) Beentje & J.Dransf., Palms Madagascar: 151 (1995).
- Dypsis commersoniana (Baill.) Beentje & J.Dransf., Palms Madagascar: 236 (1995).
- Dypsis concinna Baker, J. Linn. Soc., Bot. 22: 526 (1887).
- Dypsis confusa Beentje in J.Dransfield & H.Beentje, Palms Madagascar: 288 (1995).
- Dypsis cookei J.Dransf. in J.Dransfield & H.Beentje, Palms Madagascar: 399 (1995).
- Dypsis coriacea Beentje in J.Dransfield & H.Beentje, Palms Madagascar: 311 (1995).
- Dypsis corniculata (Becc.) Beentje & J.Dransf., Palms Madagascar: 280 (1995).
- Dypsis coursii Beentje in J.Dransfield & H.Beentje, Palms Madagascar: 230 (1995).
- Dypsis crinita =  Vonitra crinita    Jum. & H.Perrier  		(1910)
- Dypsis culminis Rakotoarin. & J.Dransf., Kew Bull. 65: 288 (2010).
- Dypsis curtisii Baker, J. Linn. Soc., Bot. 22: 526 (1887).
- Dypsis decaryi (Jum.) Beentje & J.Dransf., Palms Madagascar: 187 (1995).
- Dypsis decipiens =   Chrysalidocarpus decipiens   Becc.   		(1906)
- Dypsis delicatula Britt & J.Dransf., Palms (1999+) 49: 41 (2005).
- Dypsis digitata (Becc.) Beentje & J.Dransf., Palms Madagascar: 320 (1995).
- Dypsis dracaenoides Rakotoarin. & J.Dransf., Kew Bull. 65: 280 (2010).
- Dypsis dransfieldii Beentje in J.Dransfield & H.Beentje, Palms Madagascar: 355 (1995).
- Dypsis elegans Beentje in J.Dransfield & H.Beentje, Palms Madagascar: 271 (1995).
- Dypsis eriostachys J.Dransf. in J.Dransfield & H.Beentje, Palms Madagascar: 291 (1995).
- Dypsis faneva Beentje in J.Dransfield & H.Beentje, Palms Madagascar: 257 (1995).
- Dypsis fanjana Beentje in J.Dransfield & H.Beentje, Palms Madagascar: 259 (1995).
- Dypsis fasciculata Jum., Ann. Mus. Colon. Marseille, sér. 3, 6(1): 37 (1918).
- Dypsis fibrosa =  Vonitra fibrosa   (C.H.Wright) Becc.   		(1911)
- Dypsis forficifolia Noronha ex Mart., Hist. Nat. Palm. 3: 180 (1838).
- Dypsis furcata J.Dransf. in J.Dransfield & H.Beentje, Palms Madagascar: 394 (1995).
- Dypsis gautieri Rakotoarin. & J.Dransf., Kew Bull. 65: 298 (2010).
- Dypsis glabrescens (Becc.) Becc., Palme Madagascar: 16 (1912).
- Dypsis gronophyllum Rakotoarin. & J.Dransf., Kew Bull. 65: 285 (2010).
- Dypsis henrici J.Dransf., Beentje & Govaerts, Palms (1999+) 50: 184 (2006).
- Dypsis heteromorpha (Jum.) Beentje & J.Dransf., Palms Madagascar: 198 (1995).
- Dypsis heterophylla Baker, J. Linn. Soc., Bot. 22: 552 (1887).
- Dypsis hiarakae Beentje in J.Dransfield & H.Beentje, Palms Madagascar: 286 (1995).
- Dypsis hildebrandtii (Baill.) Becc., Palme Madagascar: 14 (1912).
- Dypsis hovomantsina Beentje in J.Dransfield & H.Beentje, Palms Madagascar: 150 (1995).
- Dypsis humbertii H.Perrier, Notul. Syst. (Paris) 8: 46 (1939).
- Dypsis humblotiana =  Chrysalidocarpus humblotianus    (Baill.) Becc.   (1906)
- Dypsis humilis M.S.Trudgen, Rakotoarin. & W.J.Baker, Palms (1999+) 53: 140 (2009).
- Dypsis ifanadianae Beentje in J.Dransfield & H.Beentje, Palms Madagascar: 171 (1995).
- Dypsis integra (Jum.) Beentje & J.Dransf., Palms Madagascar: 319 (1995).
- Dypsis intermedia Beentje in J.Dransfield & H.Beentje, Palms Madagascar: 243 (1995).
- Dypsis interrupta J.Dransf. in J.Dransfield & H.Beentje, Palms Madagascar: 327 (1995).
- Dypsis jeremiei Rakotoarin. & J.Dransf., Kew Bull. 65: 293 (2010).
- Dypsis jumelleana Beentje & J.Dransf., Palms Madagascar: 247 (1995).
- Dypsis laevis J.Dransf. in J.Dransfield & H.Beentje, Palms Madagascar: 386 (1995).
- Dypsis lanceolata =   Chrysalidocarpus lanceolatus    Becc.   	(1906)
- Dypsis lantzeana Baill., Bull. Mens. Soc. Linn. Paris 2: 1163 (1894).
- Dypsis lanuginosa J.Dransf. in J.Dransfield & H.Beentje, Palms Madagascar: 396 (1995).
- Dypsis lastelliana (Baill.) Beentje & J.Dransf., Palms Madagascar: 175 (1995).
- Dypsis leptocheilos (Hodel) Beentje & J.Dransf., Palms Madagascar: 176 (1995).
- Dypsis leucomalla J.Dransf. & Marcus   in Palms (1999+) 57: 200 (2013)
- Dypsis ligulata (Jum.) Beentje & J.Dransf., Palms Madagascar: 178 (1995).
- Dypsis lilacina  J.Dransf. & Rakotoarin.    in Palms (1999+) 56: 171 (2012)
- Dypsis linearis Jum., Ann. Mus. Colon. Marseille, sér. 3, 6(1): 35 (1918).
- Dypsis lokohoensis J.Dransf. in J.Dransfield & H.Beentje, Palms Madagascar: 350 (1995).
- Dypsis louvelii Jum. & H.Perrier, Ann. Mus. Colon. Marseille, sér. 3, 1: 21 (1913).
- Dypsis lucens (Jum.) Beentje & J.Dransf., Palms Madagascar: 315 (1995).
- Dypsis lutea (Jum.) Beentje & J.Dransf., Palms Madagascar: 293 (1995).
- Dypsis lutescens =  Chrysalidocarpus lutescens     H.Wendl.   	(1878)
- Dypsis madagascariensis =  Chrysalidocarpus madagascariensis    (D.T.Fish) Becc.   (1906)
- Dypsis mahia Beentje in J.Dransfield & H.Beentje, Palms Madagascar: 296 (1995).
- Dypsis makirae Rakotoarin. & Britt, Palms (1999+) 53: 142 (2009).
- Dypsis malcomberi Beentje in J.Dransfield & H.Beentje, Palms Madagascar: 165 (1995).
- Dypsis mananjarensis =  Chrysalidocarpus mananjarensis     Jum. & H.Perrier  (1913)
- Dypsis mangorensis (Jum.) Beentje & J.Dransf., Palms Madagascar: 264 (1995).
- Dypsis marojejyi Beentje in J.Dransfield & H.Beentje, Palms Madagascar: 234 (1995).
- Dypsis mcdonaldiana Beentje in J.Dransfield & H.Beentje, Palms Madagascar: 245 (1995).
- Dypsis metallica Rakotoarin. & J.Dransf., Kew Bull. 65: 282 (2010).
- Dypsis mijoroana   Eiserhardt & W.J.Baker   in Kew Bull. 73(4)-44: 2 (2018)
- Dypsis minuta Beentje in J.Dransfield & H.Beentje, Palms Madagascar: 313 (1995).
- Dypsis mirabilis J.Dransf. in J.Dransfield & H.Beentje, Palms Madagascar: 345 (1995).
- Dypsis mocquerysiana (Becc.) Becc., Palme Madagascar: 15 (1912).
- Dypsis monostachya Jum., Ann. Mus. Colon. Marseille, sér. 3, 6(1): 36 (1918).
- Dypsis montana (Jum.) Beentje & J.Dransf., Palms Madagascar: 303 (1995).
- Dypsis moorei Beentje in J.Dransfield & H.Beentje, Palms Madagascar: 354 (1995).
- Dypsis nauseosa (Jum. & H.Perrier) Beentje & J.Dransf., Palms Madagascar: 156 (1995).
- Dypsis nodifera Mart., Hist. Nat. Palm. 3: 312 (1849).
- Dypsis nossibensis =  Vonitra nossibensis    (Becc.) H.Perrier  		(1945)
- Dypsis occidentalis (Jum.) Beentje & J.Dransf., Palms Madagascar: 301 (1995).
- Dypsis onilahensis =  Chrysalidocarpus onilahensis     Jum. & H.Perrier  (1913)
- Dypsis oreophila Beentje in J.Dransfield & H.Beentje, Palms Madagascar: 227 (1995).
- Dypsis oropedionis Beentje in J.Dransfield & H.Beentje, Palms Madagascar: 159 (1995).
- Dypsis ovobontsira Beentje in J.Dransfield & H.Beentje, Palms Madagascar: 180 (1995).
- Dypsis ovojavavy   Eiserhardt & W.J.Baker  	in Kew Bull. 73(4)-44: 4 (2018)
- Dypsis pachyramea J.Dransf. in J.Dransfield & H.Beentje, Palms Madagascar: 404 (1995).
- Dypsis paludosa J.Dransf. in J.Dransfield & H.Beentje, Palms Madagascar: 343 (1995).
- Dypsis pembana =  Chrysalidocarpus pembanus    H.E.Moore  	(1962)
- Dypsis perrieri (Jum.) Beentje & J.Dransf., Palms Madagascar: 351 (1995).
- Dypsis pervillei (Baill.) Beentje & J.Dransf., Palms Madagascar: 269 (1995).
- Dypsis pilulifera =  Chrysalidocarpus pilulifer    Becc.   	(1906)
- Dypsis pinnatifrons Mart., Hist. Nat. Palm. 3: 180 (1838).
- Dypsis plumosa Hodel, Marcus & J.Dransf., Palms (1999+) 53: 162 (2009).
- Dypsis plurisecta Jum., Ann. Mus. Colon. Marseille, sér. 3, 6(1): 35 (1918).
- Dypsis poivreana (Baill.) Beentje & J.Dransf., Palms Madagascar: 307 (1995).
- Dypsis prestoniana Beentje in J.Dransfield & H.Beentje, Palms Madagascar: 167 (1995).
- Dypsis procera Jum., Ann. Mus. Colon. Marseille, sér. 3, 6(1): 33 (1918).
- Dypsis procumbens (Jum. & H.Perrier) J.Dransf., Beentje & Govaerts, Palms (1999+) 50: 184 (2006).
- Dypsis psammophila Beentje in J.Dransfield & H.Beentje, Palms Madagascar: 216 (1995).
- Dypsis pulchella J.Dransf. in J.Dransfield & H.Beentje, Palms Madagascar: 297 (1995).
- Dypsis pumila Beentje in J.Dransfield & H.Beentje, Palms Madagascar: 223 (1995).
- Dypsis pusilla Beentje in J.Dransfield & H.Beentje, Palms Madagascar: 370 (1995).
- Dypsis pustulata  J.Dransf. & Rakotoarin.   in Palms (1999+) 56: 172 (2012)
- Dypsis rabepierrei  Eiserhardt & W.J.Baker  in Kew Bull. 73(4)-44: 5 (2018)
- Dypsis rakotonasoloi Rakotoarin., Palms (1999+) 53: 143 (2009).
- Dypsis ramentacea J.Dransf. in J.Dransfield & H.Beentje, Palms Madagascar: 411 (1995).
- Dypsis reflexa Rakotoarin. & J.Dransf., Kew Bull. 65: 282 (2010).
- Dypsis remotiflora J.Dransf. in J.Dransfield & H.Beentje, Palms Madagascar: 331 (1995).
- Dypsis rivularis (Jum. & H.Perrier) Beentje & J.Dransf., Palms Madagascar: 232 (1995).
- Dypsis robusta Hodel, Marcus & J.Dransf., Palms (1999+) 49: 129 (2005).
- Dypsis rosea  J.Dransf., Hodel & Marcus.    in Palms (1999+) 58: 182 (2014)
- Dypsis sahanofensis (Jum. & H.Perrier) Beentje & J.Dransf., Palms Madagascar: 290 (1995).
- Dypsis saintelucei Beentje in J.Dransfield & H.Beentje, Palms Madagascar: 178 (1995).
- Dypsis sancta Rakotoarin. & J.Dransf., Kew Bull. 65: 280 (2010).
- Dypsis sanctaemariae J.Dransf. in J.Dransfield & H.Beentje, Palms Madagascar: 264 (1995).
- Dypsis scandens J.Dransf. in J.Dransfield & H.Beentje, Palms Madagascar: 255 (1995).
- Dypsis schatzii Beentje in J.Dransfield & H.Beentje, Palms Madagascar: 278 (1995).
- Dypsis scottiana (Becc.) Beentje & J.Dransf., Palms Madagascar: 239 (1995).
- Dypsis serpentina Beentje in J.Dransfield & H.Beentje, Palms Madagascar: 206 (1995).
- Dypsis simianensis (Jum.) Beentje & J.Dransf., Palms Madagascar: 317 (1995).
- Dypsis singularis Beentje in J.Dransfield & H.Beentje, Palms Madagascar: 242 (1995).
- Dypsis soanieranae Beentje in J.Dransfield & H.Beentje, Palms Madagascar: 266 (1995).
- Dypsis spicata J.Dransf. in J.Dransfield & H.Beentje, Palms Madagascar: 407 (1995).
- Dypsis subacaulis  J.Dransf. & Rakotoarin. .   in Palms (1999+) 56: 176 (2012)
- Dypsis tanalensis (Jum. & H.Perrier) Beentje & J.Dransf., Palms Madagascar: 182 (1995).
- Dypsis tenuissima Beentje in J.Dransfield & H.Beentje, Palms Madagascar: 315 (1995).
- Dypsis thermarum J.Dransf. in J.Dransfield & H.Beentje, Palms Madagascar: 377 (1995).
- Dypsis thiryana (Becc.) Beentje & J.Dransf., Palms Madagascar: 282 (1995).
- Dypsis tokoravina Beentje in J.Dransfield & H.Beentje, Palms Madagascar: 170 (1995).
- Dypsis trapezoidea J.Dransf. in J.Dransfield & H.Beentje, Palms Madagascar: 284 (1995).
- Dypsis tsaratananensis (Jum.) Beentje & J.Dransf., Palms Madagascar: 226 (1995).
- Dypsis tsaravoasira Beentje in J.Dransfield & H.Beentje, Palms Madagascar: 154 (1995).
- Dypsis turkii J.Dransf., Palms 47: 27 (2003).
- Dypsis utilis =  Vonitra utilis     Jum.   	(1917)
- Dypsis viridis Jum., Ann. Mus. Colon. Marseille, sér. 3, 6(1): 35 (1918).
- Dypsis vonitrandambo Rakotoarin. & J.Dransf., Kew Bull. 65: 288 (2010).